# Pontische Pentapolis
Die pontische Pentapolis (auch thrakische Pentapolis genannt) war in der Antike ein Bund von fünf pontischen Küstenstädten im heutigen Bulgarien und Rumänien und war ursprünglich während der Diadochenkriege gegen die Herrschaft des Lysimachos gerichtet.
Die Mitglieder waren:
- Apollonia (heute Sosopol in Bulgarien),
- Kallatis (heute Mangalia in Rumänien),
- Mesembria (heute Nessebar in Bulgarien),
- Odessos (heute Warna in Bulgarien) und
- Tomis (heute Constanța in Rumänien).

Nach Theodor Mommsen war Tomis die Hauptstadt des die griechischen Küstenstädte der römischen Provinz Moesia inferior (Niedermösien) zusammenfassenden Bundes.
Die im Landesinneren gelegenen Provinzhauptstadt Markianopolis (heute Dewnja in Bulgarien), eine trajanische Gründung, kam später hinzu, wodurch der Städtebund zur pontischen Hexapolis wurde.